# Neujahrsbopp
Il Neujahrsbopp è un pane dolce di forma allungata, che viene preparato esclusivamente per la notte di San Silvestro e per Capodanno, a Magonza.
La forma del panino è simbolica: le due teste rappresentano la fine dell'anno vecchio e l'inizio di quello nuovo, mentre le incisioni nella parte centrale rappresentano i dodici mesi dell'anno.
Molto simile nella forma e nel senso della tradizione è lo Stutzweck, pane dolce di Capodanno tipico di Francoforte sul Meno. Differenza fondamentale sono le dimensioni: mentre lo Stutzweck è un panino in singola porzione, il Neujahrsbopp è un pane che viene servito a fette.